# James Adam Lim
James Adam Lim (* in Dallas, Texas) ist ein US-amerikanischer Schauspieler koreanischer Herkunft.

## Leben
Lim wurde in Dallas geboren, wuchs allerdings mit einem älteren Bruder in Plano auf. Seine Eltern stammen aus Korea und daher praktiziert er die traditionelle koreanische Kampfkunst Taekwondo. Er besuchte die Krankenpflegeschule an der Baylor University. Nach seinem Erstsemester brach er das Studium allerdings ab und zog im Januar 2010 nach Los Angeles und nahm ein Jahr Schauspielunterricht.
Während seines Studiums bekam er über die Theatergruppe eine Rolle in dem Kurzfilm Climbing Downward. Aufgrund seiner Kenntnisse im Kampfsport spielte er in den Kurzfilmen Street Fighter High und Street Fighter High: The Musical aus 2010 und Tekken: Reload 2012 mit. 2013 übernahm er im Videospiel GTA V eine Sprechrolle. Im selben Jahr war er als Yori in zwei Episoden der Fernsehserie Hawaii Five-0 zu sehen. In den Spielfilmen Strange Blood von 2015 und The Curse of Sleeping Beauty – Dornröschens Fluch von 2016 übernahm er jeweils größere Nebenrollen.

## Filmografie
- 2008: Climbing Downward (Kurzfilm)
- 2010: Street Fighter High (Kurzfilm)
- 2010: Street Fighter High: The Musical (Kurzfilm)
- 2010: Life of the Party: Vol. II
- 2011: Dead Inside
- 2012: Tekken: Reload (Kurzfilm)
- 2013: Hawaii Five-0 (Fernsehserie, 2 Episoden)
- 2014: The Mindy Project (Fernsehserie, Episode 2x13)
- 2015: Strange Blood
- 2016: CSI: Cyber (Fernsehserie, Episode 2x14)
- 2016: The Curse of Sleeping Beauty – Dornröschens Fluch (The Curse of Sleeping Beauty)